# Aparato Pedersen
El Aparato Pedersen era un accesorio para el fusil Springfield M1903 desarrollado durante la Primera Guerra Mundial, que le permitía disparar un cartucho corto calibre 7,62 mm en modo semiautomático. Este ingenioso aparato fue desarrollado para que la infantería pueda aumentar su cadencia de disparo mientras avanzaba, al mismo tiempo que el fusil podía emplear su propio cerrojo para disparos a larga distancia desde las trincheras.
La producción del aparato Pedersen y los fusiles Springfield M1903 modificados empezó en 1918. Sin embargo, la guerra terminó antes que pudiesen ser enviados a Europa. El contrato fue cancelado el 1 de marzo de 1919, después de haberse producido 65.000 aparatos, 1,6 millones de cargadores, 65 millones de cartuchos y 101.775 fusiles Springfield M1903 modificados.
Los aparatos, cargadores, munición y fusiles terminaron siendo almacenados y declarados material sobrante en 1931. Para evitar que cayesen en manos de delincuentes, casi todos los aparatos almacenados fueron destruidos por el Ejército, excepto unos cuantos ejemplares mantenidos por el Departamento de Armamento. Menos de 100 aparatos Pederser se salvaron de ser destruidos, pasando a ser artículos de colección sumamente valiosos. En marzo de 2008, un Aparato Pedersen Mark I de 1918 y una cuantas cajas de munición que eran propiedad de Bruce Stern, fiscal del estado de Connecticut, fueron subastados por 55.000 dólares (60.250 dólares fue la oferta final del comprador).

## Historia

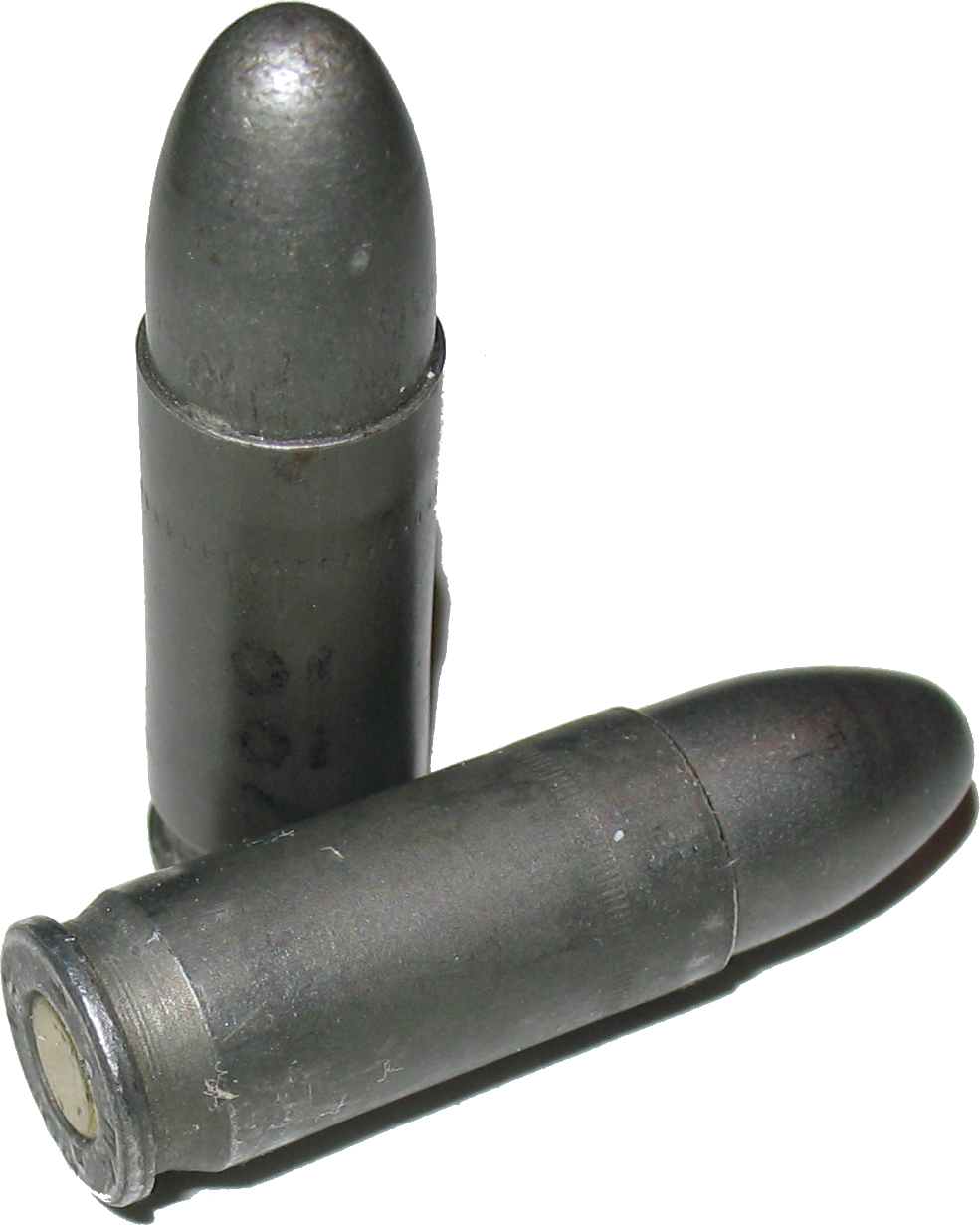
Cartuchos franceses 7,65 x 20 Largo. Ese cartucho fue desarrollado a partir del .30-18 Pedersen.

John Pedersen, empleado de Remington Arms, era consciente de que los Estados Unidos tomarían parte de la guerra en un momento dado. Preocupado por la incapacidad de los soldados de abrir fuego mientras trataban de cruzar a la carrera la Tierra de nadie, decidió empezar a estudiar la cuestión del fuego semiautomático que les permitiría disparar desde la cadera sin detenerse. Sin embargo, él también observó que no habría forma que el Ejército acepte un fusil de diseño nuevo, ya que estaban esforzándose en producir suficientes fusiles Springfield, contratando a Remington y Winchester para producir millones de fusiles M1917 Enfield e importando fusiles Ross desde Canadá para entrenamiento.    
Esto lo llevó al diseño final, que reemplazaba el cerrojo estándar del Springfield con un aparato consistente en un mecanismo de disparo completo y un pequeño "cañón" para el pequeño cartucho. En efecto, el "aparato" era esencialmente una pistola accionada por retroceso sin armazón ni empuñadura, que usaba su corto "cañón" para encajarse en la larga recámara del Springfield M1903. El mecanismo era alimentado mediante un largo cargador de 40 balas que sobresalía del lado superior derecho del fusil, que se extraía para recargar y se insertaba otro lleno. En la parte posterior del aparato había una nueva alza. Sin embargo, el aparato necesitaba una modificación del fusil: se debía abrir una portilla de eyección en el lado izquierdo del cajón de mecanismos del fusil para que los casquillos disparados puedan salir.  
Hacia 1917 había perfeccionado su solución y viajó a Washington D. C. para hacer una demostración. Tras disparar varias balas con lo que parecía ser un Springfield sin modificar, él retiró el cerrojo estándar, insertó el aparato y disparó varios cargadores con una muy alta cadencia de fuego. El equipo de evaluación estaba atónito e inmediatamente lo clasificó como "alto secreto". Para confundir al enemigo, el Departamento de Armamento decidió llamarlo Pistola automática de los Estados Unidos, calibre .30, modelo de 1918. Se planeó empezar la producción de fusiles Springfield modificados, que fueron denominados Fusil de los Estados Unidos, calibre .30, modelo de 1918, Mark I. Se hicieron promesas de tener 500.000 listos para la Ofensiva de primavera de 1919. El uso del Aparato Pedersen en la ofensiva de primavera de 1919 se haría conjuntamente con la completa introducción en combate del BAR.  
El Aparato Pedersen también fue modificado para montarse en el M1917 Enfield y el Fusil de los Estados Unidos Modelo de 1916 (el Mosin-Nagant producido por Remington). Ninguno de estos fueron producidos, aunque se hicieron ejemplares de ambos.
La Oficina de Patentes de los Estados Unidos otorgó a Pedersen las patentes US Patent 1,355,417, US Patent 1,355,418, US Patent 1,355,419 y US Patent 1,355,420 por su invento.

## Producción
La producción del aparato y del fusil modificado empezó en diciembre de 1918, después del fin de la guerra. La producción continuó hasta 1920, permitiendo a los Estados Unidos poner el sistema en servicio si se daba el caso. Cada aparato fue suministrado con un contenedor que le permitía transportarlo seguramente mientras no se usaba, así como un portacargadores con capacidad para cinco cargadores. En total, el aparato agregaba 6,35 kg a la carga estándar del soldado, aunque esto era considerado soportable en aquel entonces.   

## Posguerra
Después de la guerra, la idea de armas semiautomáticas empezó a enraizarse en el Ejército. Hacia fines de la década de 1920 se llevaron a cabo varios experimentos con fusiles semiautomáticos, incluyendo un Fusil Pedersen que disparaba un nuevo cartucho calibre 7 mm (.276). John C. Garand adaptó su fusil, originalmente desarrollado para el .30-06 Springfield, al nuevo cartucho de 7 mm. Luego que el fusil Garand de 7 mm fue elegido en lugar del fusil Pedersen, el General Douglas MacArthur se opuso al cambio de cartuchos ya que el .30-06 hubiese sido reservado para ametralladoras y un solo tipo de cartucho simplificaba la logística en tiempo de guerra. Garand revirtió su diseñó al cartucho estándar .30-06 Springfield en 1932, dando origen al fusil M1 Garand.
El Aparato Pedersen fue declarado material sobrante en 1931, cinco años antes que el Garand empiece a ser producido en serie. Los fusiles Mark I fueron modificados al estándar M1903 (excepto por una curiosa portilla de eyección en la pared del cajón de mecanismos) y empleados junto a fusiles M1903 y M1903A1. Casi todos los aparatos almacenados fueron destruidos por el Ejército, a excepción de unos cuantos ejemplares del Departamento de Armamento, cuando decidió que ya no quería pagar los costes de almacenaje. Estos fueron quemados en una gran hoguera, aunque algunos fueron salvados durante el proceso. Tras su destrucción, el conocido reportero Julian Hatcher escribió un artículo para el número de mayo de 1932 de la revista American Rifleman, donde describe el aparato en detalle.